# Svenska mästerskapen i landsvägscykling 2013
Svenska mästerskapen i landsvägscykling 2013 arrangerades i Åstorp.

## Medaljörer

### Damer
| Gren                 | Guld                            | Silver                            | Brons                          |
| Linjelopp            | Emilia Fahlin Örebrocyklisterna | Emma Johansson Härnösands CK      | Jessica Kihlbom Upsala CK      |
| Tempolopp            | Emma Johansson Härnösands CK    | Lisa Nordén CK Valhall            | Malin Rydlund Åhus CK          |
| Linjelopp – juniorer | Julia Karlsson Falköpings CK    | Kajsa Persson Alrikssons Go:Green | Ellinor Huusko Staffanstorp CK |
| Tempolopp – juniorer | Alice Andersson FK Trampen      | Julia Karlsson Falköpings CK      | Linda Halleröd Falköpings CK   |

### Herrar
| Gren                 | Guld                                | Silver                                  | Brons                           |
| Linjelopp            | Michael Olsson Åhus CK              | Petter Persson Åstorps CK               | Håkan Nilsson Burseryds IF      |
| Tempolopp            | Gustav Larsson Skoghalls CK-Hammarö | Tobias Ludvigsson Jönköpings CK         | Thomas Löfkvist JHWC Cykelklubb |
| Linjelopp – juniorer | Gustav Höög CK Bure                 | Alexander Fåglum Karlsson Falköpings CK | Erik Wallén CK Bure             |
| Tempolopp – juniorer | Pontus Kastemyr CK Bure             | Alexander Fåglum Karlsson Falköpings CK | Hampus Andeberg Halmstads CK    |

### Webbkällor
- www.astorp2013.se, Läst 19 juli 2016